# Tour de France 1938
| 32. Tour de France 1938 – Endstand |                     |                           |
| Streckenlänge                      | 21 Etappen, 4681 km | 21 Etappen, 4681 km       |
| Toursieger                         | Gino Bartali        | 148:29:12 h (31,525 km/h) |
| Zweiter                            | Félicien Vervaecke  | + 18:27 min               |
| Dritter                            | Victor Cosson       | + 29:26 min               |
| Vierter                            | Edward Vissers      | + 35:08 min               |
| Fünfter                            | Mathias Clemens     | + 42:08 min               |
| Sechster                           | Mario Vicini        | + 44:59 min               |
| Siebenter                          | Jules Lowie         | + 48:56 min               |
| Achter                             | Antonin Magne       | + 49:00 min               |
| Neunter                            | Marcel Kint         | + 59:49 min               |
| Zehnter                            | Dante Gianello      | + 1:06:47 h               |
| Bergwertung                        | Gino Bartali        | 107 P.                    |
| Zweiter                            | Félicien Vervaecke  | 79 P.                     |
| Dritter                            | Edward Vissers      | 76 P.                     |
| Teamwertung                        | Belgien             | Belgien                   |

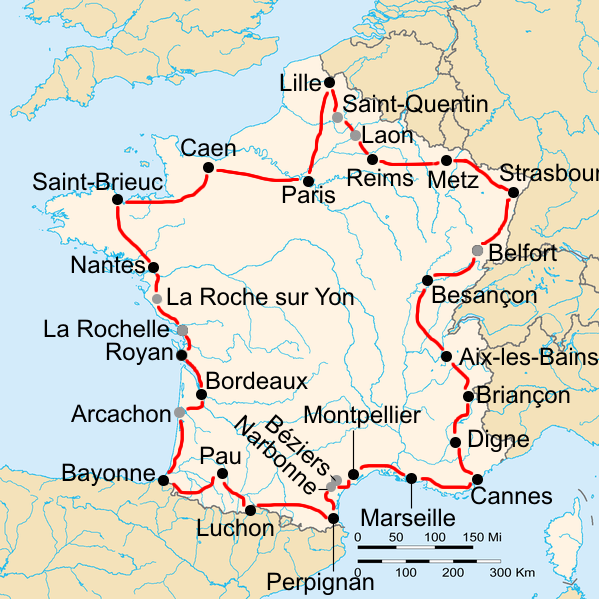
Streckenkarte der Tour de France 1938

Die 32. Tour de France fand vom 5. bis 31. Juli 1938 statt und führte die 96 Starter auf 21 Etappen über 4694 km. Durch die Abschaffung des Mannschaftszeitfahrens wurde die individuelle Leistung des einzelnen Fahrers aufgewertet. 55 Fahrer erreichten das Ziel in Paris und wurden gewertet.

## Rennverlauf
Die Tour de France 1938 wurde vom Duell zwischen dem Belgier Félicien Vervaecke und dem Italiener Gino Bartali bestimmt. In den Pyrenäen konnte Vervaecke die Etappe von Pau nach Luchon gewinnen und das Gelbe Trikot übernehmen.
Doch auf der schwersten Alpenetappe von Digne-les-Bains nach Briançon über den Col d’Allos, den Col de Vars und den Col d’Izoard konnte Bartali auftrumpfen und nahm seinem Konkurrenten über 17 Minuten ab. Hinzu kamen noch Zeitgutschriften von insgesamt 5:43 Minuten, weil der Italiener nicht nur die Etappe gewann, sondern alle Berge als Erster überquerte. Sein auf dieser Etappe herausgefahrenen Vorsprung in der Gesamtwertung schmolz auf dem Weg nach Paris ein wenig zusammen, geriet jedoch nicht mehr in Gefahr.
Bartali, der sich auch noch über den Gewinn der Bergwertung freuen konnte, erreichte bei der Rundfahrt eine Durchschnittsgeschwindigkeit von 31,565 km/h. Vervaecke gewann mit seiner belgischen Mannschaft immerhin noch die Teamwertung.
Antonin Magne, der 1931 und 1934 die Tour gewonnen hatte, beendete seine Radsportkarriere standesgemäß mit einem Etappensieg auf der letzten Etappe nach Paris im Parc des Princes. Auch André Leducq, Tour-Sieger von 1930 und 1932, konnte sich über einen solchen Abschied freuen. Zusammen mit Magne war er ausgerissen und im Spurt der beiden gab es keinen klaren Sieger, so dass die Kommissäre beide Fahrer zum Etappensieger erklärten.

## Die Etappen
| Etappen        | Start – Ziel                   | km         | Etappensieger                | Gelbes Trikot      |
| -------------- | ------------------------------ | ---------- | ---------------------------- | ------------------ |
| 1. Etappe      | Paris – Caen                   | 215        | Willi Oberbeck               | Willi Oberbeck     |
| 2. Etappe      | Caen – Saint-Brieuc            | 237        | Jean Majerus                 | Jean Majerus       |
| 3. Etappe      | Saint-Brieuc – Nantes          | 238        | Gerrit Schulte               | Jean Majerus       |
| 4. Etappe (a)  | Nantes – La Roche-sur-Yon      | 62         | Eloi Meulenberg              | Jean Majerus       |
| 4. Etappe (b)  | La Roche-sur-Yon – La Rochelle | 83         | Eloi Meulenberg              | Jean Majerus       |
| 4. Etappe (c)  | La Rochelle – Royan            | 83         | Félicien Vervaecke           | Jean Majerus       |
| 5. Etappe      | Royan – Bordeaux               | 198        | Eloi Meulenberg              | Jean Majerus       |
| 6. Etappe (a)  | Bordeaux – Arcachon            | 52,5       | Jules Rossi                  | Jean Majerus       |
| 6. Etappe (b)  | Arcachon – Bayonne             | 171        | Glauco Servadei              | André Leducq       |
| 7. Etappe      | Bayonne – Pau                  | 115        | Theofiel Middelkamp          | André Leducq       |
| 8. Etappe      | Pau – Luchon                   | 193        | Félicien Vervaecke           | Félicien Vervaecke |
| 9. Etappe      | Luchon – Perpignan             | 260        | Jean Frechaut                | Félicien Vervaecke |
| 10. Etappe (a) | Perpignan – Narbonne           | 63         | Antoon van Schendel          | Félicien Vervaecke |
| 10. Etappe (b) | Narbonne – Béziers             | 27 (EZF)   | Félicien Vervaecke           | Félicien Vervaecke |
| 10. Etappe (c) | Béziers – Montpellier          | 73         | Antonin Magne                | Félicien Vervaecke |
| 11. Etappe     | Montpellier – Marseille        | 223        | Gino Bartali                 | Félicien Vervaecke |
| 12. Etappe     | Marseille – Cannes             | 199        | Jean Frechaut                | Félicien Vervaecke |
| 13. Etappe     | Cannes – Digne-les-Bains       | 284        | Dante Gianello               | Félicien Vervaecke |
| 14. Etappe     | Digne-les-Bains – Briançon     | 219        | Gino Bartali                 | Gino Bartali       |
| 15. Etappe     | Briançon – Aix-les-Bains       | 311        | Marcel Kint                  | Gino Bartali       |
| 16. Etappe     | Aix-les-Bains – Besançon       | 284        | Marcel Kint                  | Gino Bartali       |
| 17. Etappe (a) | Besançon – Belfort             | 89,5 (EZF) | Émile Masson junior          | Gino Bartali       |
| 17. Etappe (b) | Belfort – Straßburg            | 143        | Jean Frechaut                | Gino Bartali       |
| 18. Etappe     | Strasbourg – Metz              | 186        | Marcel Kint                  | Gino Bartali       |
| 19. Etappe     | Metz – Reims                   | 196        | Fabien Galateau              | Gino Bartali       |
| 20. Etappe (a) | Reims – Laon                   | 48         | Glauco Servadei              | Gino Bartali       |
| 20. Etappe (b) | Laon – Saint-Quentin           | 42 (EZF)   | Félicien Vervaecke           | Gino Bartali       |
| 20. Etappe (c) | Saint-Quentin – Lille          | 107        | François Neuville            | Gino Bartali       |
| 21. Etappe     | Lille – Paris                  | 279        | Antonin Magne / André Leducq | Gino Bartali       |